# Соната для фортепіано № 3 (Шопен)

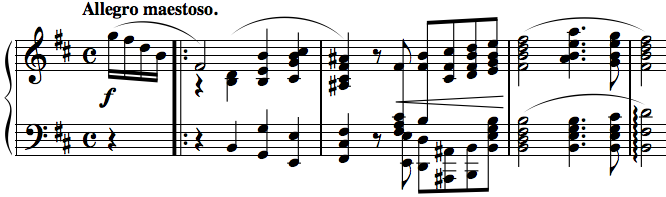
Початок сонати h-moll

Соната для фортепіано № 3 сі мінор, ор. 58 Фридерика Шопена написана в 1844 році, присвячена графині де Пертуї.
Складається з чотирьох частин:
1. Allegro maestoso (h-moll)
2. Scherzo: Molto vivace (Es-dur)
3. Largo (H-dur)
4. Finale: Presto non tanto; Agitato (h-moll)